# قطعنامه ۱۴۹۲ شورای امنیت
قطعنامه ۱۴۹۲ شورای امنیت سازمان ملل متحد که در تاریخ ۱۸ جولای ۲۰۰۳ تصویب شد، سندی بین‌المللی دربارهٔ بررسی وضعیت در سیرالئون است. این قطعنامه طی نشست ۴۷۸۹ام با ۱۵ رای موافق، ۰ مخالف و ۰ ممتنع تصویب شد.